# 巴爾尼訥湖

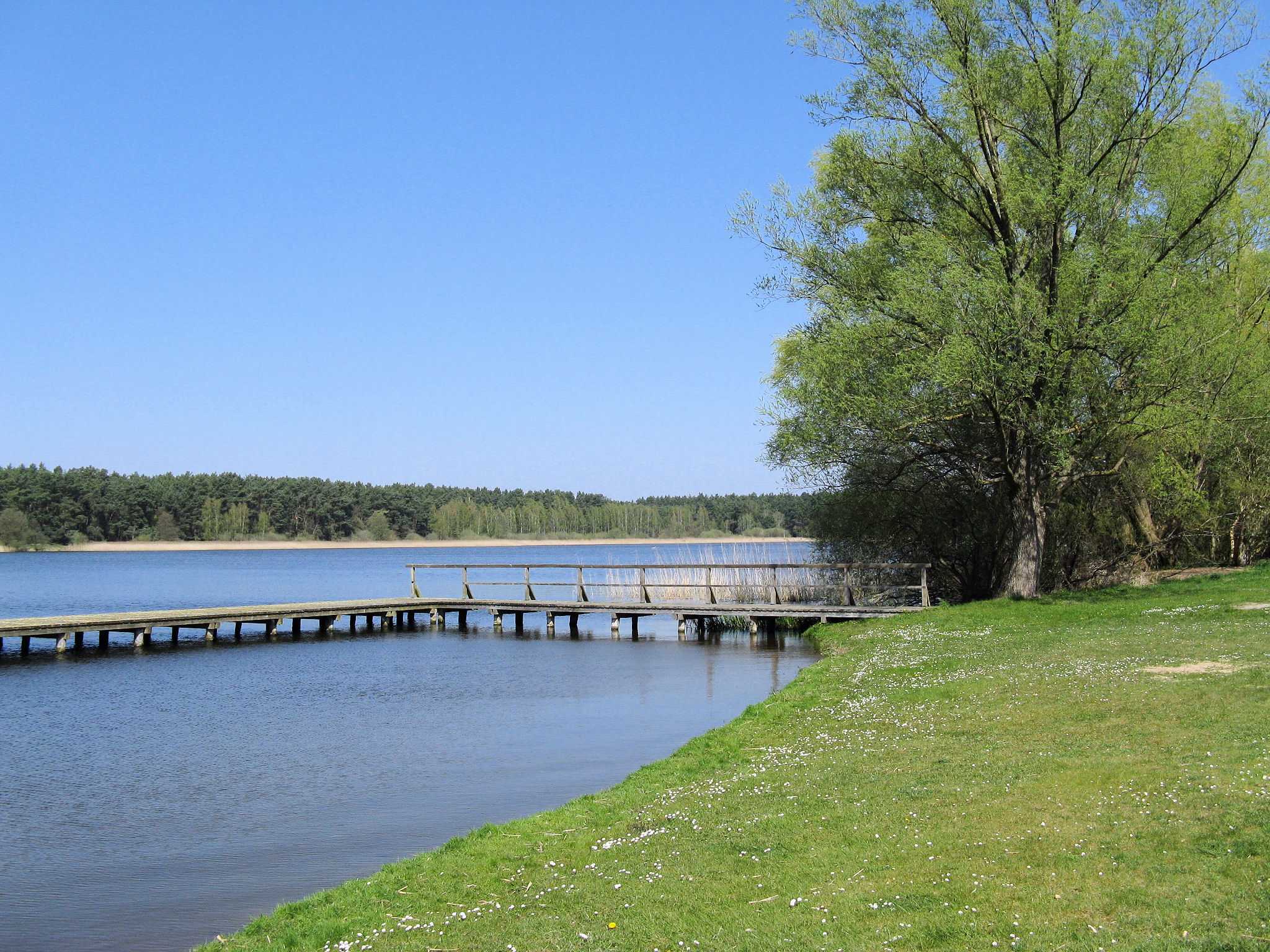

巴爾尼訥湖（德語：Barniner See），是德國的湖泊，位於該國東北部，由梅克倫堡-前波美拉尼亞州負責管轄，處於路德維希斯盧斯特-帕爾希姆縣，長3.2公里、寬1.2公里，面積2.6平方公里，海拔高度36米，平均水深2.1米，最大水深7.5米，水體容量543萬立方米，湖岸線長度11.3公里。